# Ryan M-1

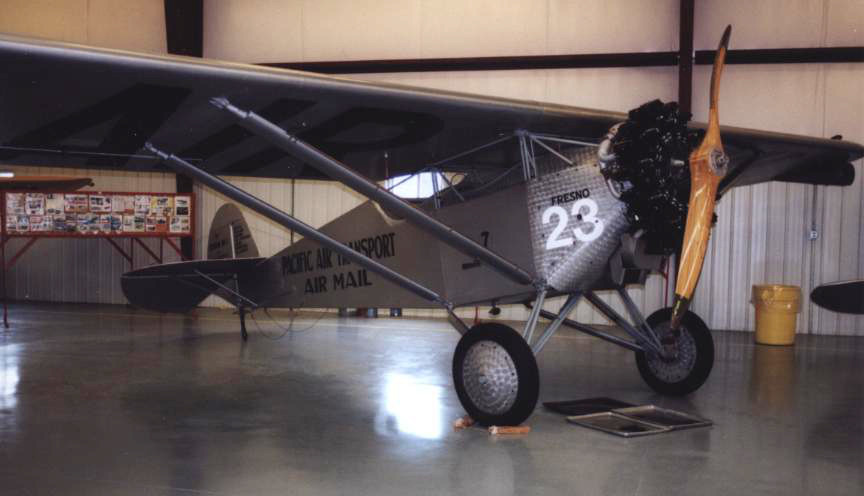
Ryan M-1

Le Ryan M-1 est un avion postal construit aux États-Unis dans les années 1920 par la compagnie Ryan Aeronautical. C'est le premier design original de Ryan. C'est un avion à train classique, monoplan avec une aile parasol, deux places en tandem à cockpit ouvert.

## Ryan M-2
Le Ryan M-2 est un dérivé du M-1, construit en 1926 par la compagnie Ryan Airlines, propriété de Claude Ryan, ancien pilote de l’armée américaine et de Benjamin Franklin Mahoney. La compagnie effectuait la conversion d'appareils militaires en appareils civils pour le transport de courrier ou de passagers jusqu’en 1925 avant de se lancer dans l'assemblage de monomoteurs à pistons en ligne à la séparation des deux associés.
Le M-2, fruit de l'amélioration du M-1 par l'ajout de moteurs Hispano Suiza de 150 puis 180 chevaux et de nouvelles ailes de fabrication John Northrop fut produit à 18 exemplaires. Le plus fameux d'entre eux restera le « Spirit of Saint Louis », un Ryan M-2 expérimental à bord duquel Charles Lindbergh effectuera la première transatlantique ouest-est en mai 1927.
Il inspirera par la suite les modèles Ryan PT16 et Ryan PT22, très usités par les pilotes américains et néerlandais pour l'entraînement avant et pendant la Seconde Guerre mondiale.